# Öküz Mehmet Paşa Kervansarayı
Die Öküz Mehmet Paşa Kervansarayı (dt. Öküz-Mehmed-Pascha-Karawanserei; osmanisch اوکز محمد پاشا کاروانسرای, Öküz Mehmet Pâşâ Kârvânserây) ist eine Karawanserei in der türkischen Stadt Kuşadası. Das Gebäude wurde Anfang des 17. Jahrhunderts von dem osmanischen Großwesir Öküz Mehmed Pascha erbaut. Nach einer umfassenden Sanierung wird das Gebäude heute als Hotel, Restaurant und Basar genutzt.

## Lage
Die alte Karawanserei liegt unmittelbar am Hafen der Stadt an der Ecke Atatürk Bulvarı/Barbaros Hayrettin Paşa Bulvarı.

## Geschichte
Die Karawanserei wurde im Auftrag des ehemaligen Großwesirs Öküz Mehmed Pascha errichtet, der als Gouverneur des Eyâlet Aydın den Handel in der Region ankurbeln wollte. Das Gebäude wurde im Stil einer Festung errichtet und diente als Warendepot und Zolllager.
Das Generaldirektorat für Stiftungen restaurierte die größtenteils zerstörte Karawanserei in den Jahren 1954 bis 1966. Die Kosten betrugen mehr als 2,1 Millionen türkische Lira, hinzu kamen die Kosten für die Verstaatlichung und den Abriss von Baracken auf drei Seiten des Gebäudes.

## Architektur

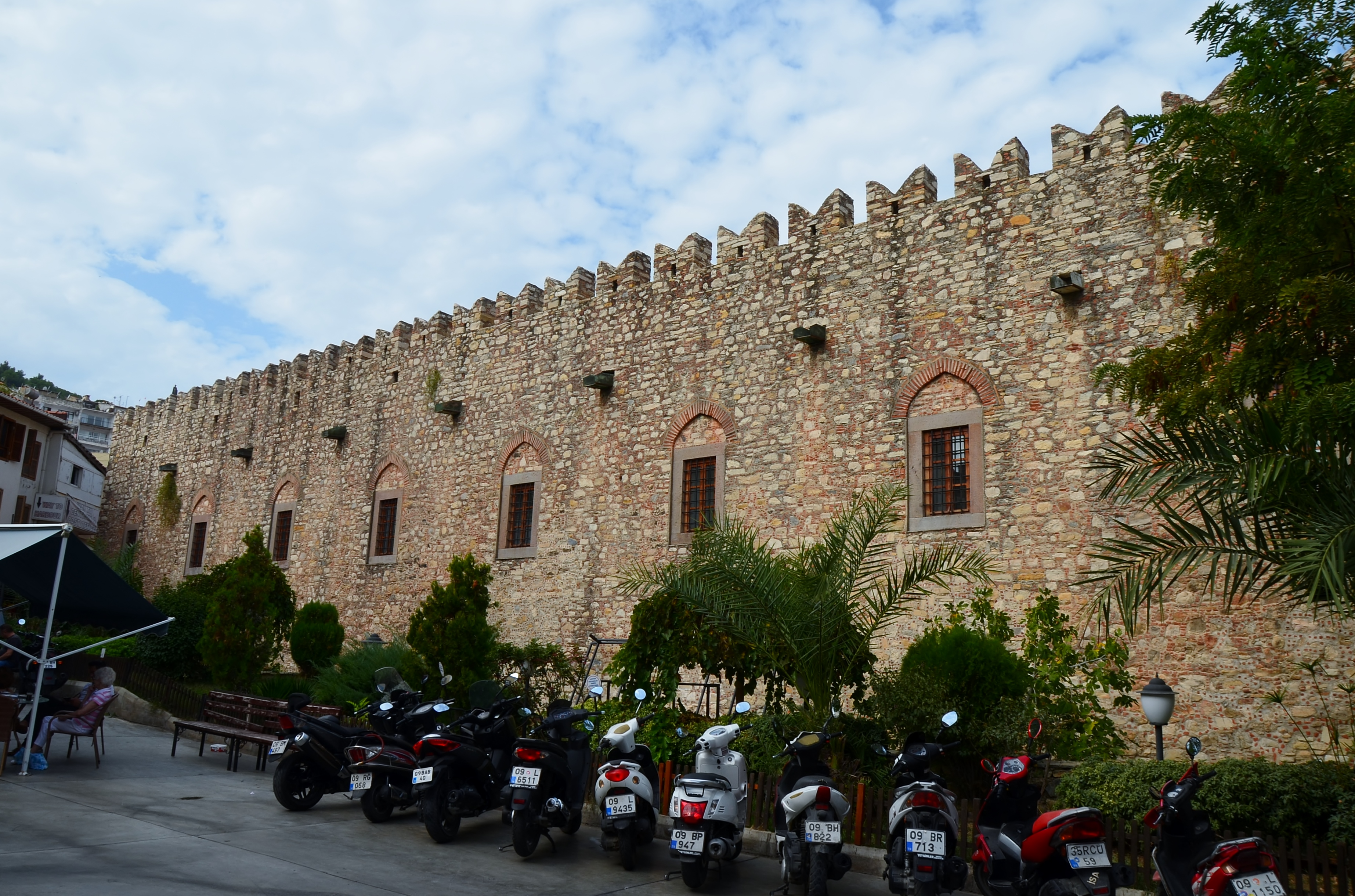
Blick auf eine Außenwand aus Bruchsteinen

Die Karawanserei ist ein zweigeschossiges Gebäude mit dicken Wänden aus Bruchsteinen. Im Zentrum des rechteckigen Gebäudes liegt ein Innenhof mit einer Fläche von 28,5 × 21,5 Metern. Die Außenmauern bilden eine Grundfläche von 43,63 × 51 Meter. Die Räume sind aus Ziegeln mit einer Kantenlänge von 24 × 36 Zentimetern gemauert. Das Äußere erinnert an eine Zitadelle, wobei die Außenmauern von einem Wehrgang mit Zinnen bekrönt sind. Der mit Marmor ausgekleidete und überwölbte Haupteingang befindet sich im Norden mit Blick auf das Meer. Zwei Wandnischen in der Passage des Haupttores vergrößern diesen optisch. Der andere Eingang, ebenfalls mit Marmor ausgekleidet und in ähnlicher Größe wie der Haupteingang gestaltet, öffnet sich nach Osten direkt zum Marktplatz der Stadt.

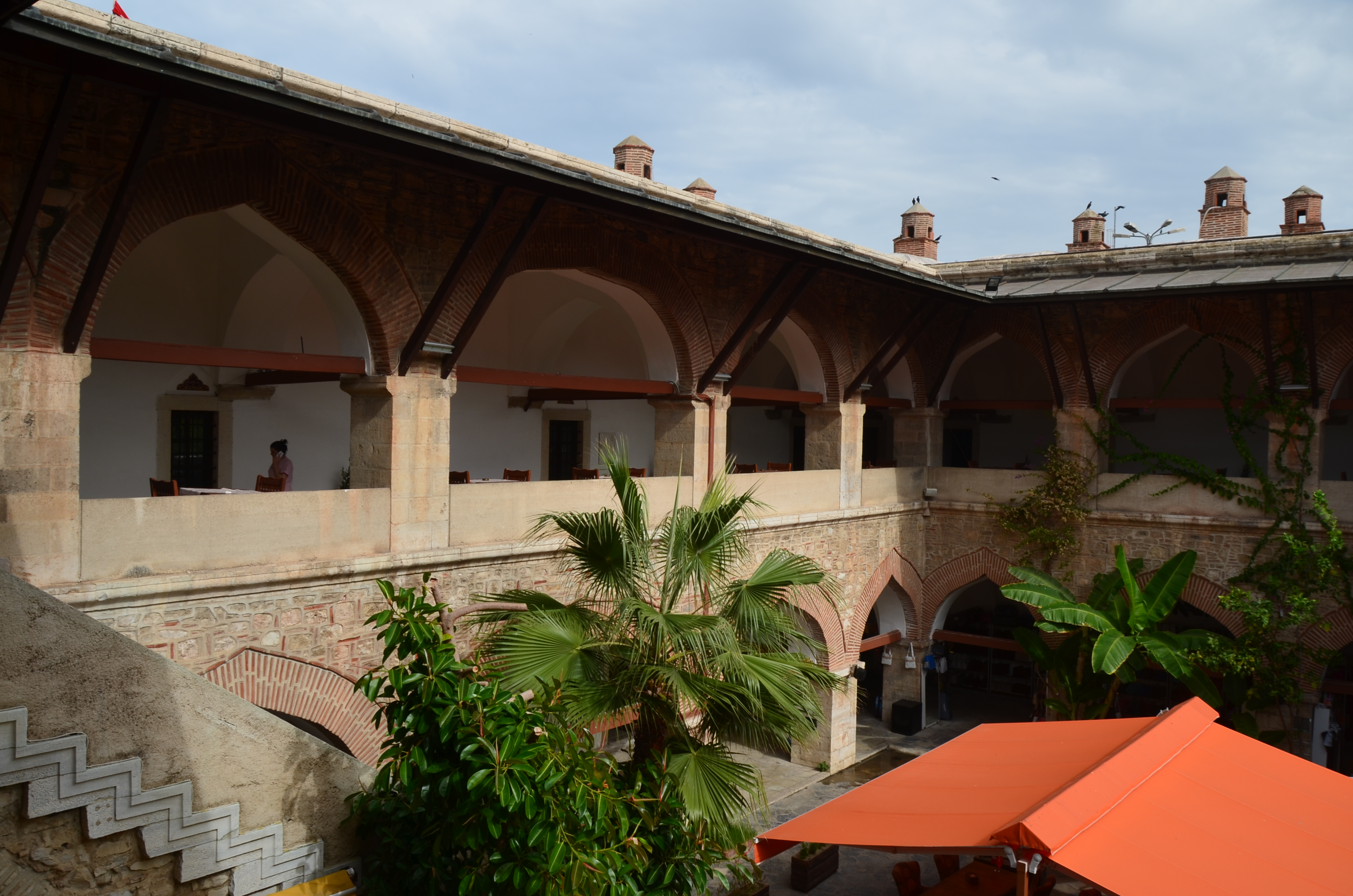
Innenhof mit Stoa

Der große Innenhof ist von einer Stoa umgeben, die zu den einzelnen Räumen führt. Die Eckzimmer sind über einen diagonalen Durchgang erreichbar. Im Erdgeschoss befinden sich 28 Zimmer, die neben ihrer Tür ein Fenster mit Blick auf den Innenhof haben. Man betritt die Räume über eine kleine Stufe. Der Kamin befindet sich in den Trennwänden der Räume und wird von zwei kleinen Schränken flankiert.
In der nordwestlichen und der südöstlichen Ecke befinden sich Treppen, die vom Innenhof zum ersten Stock führen. Die Treppe rechts vom Haupteingang hat 19 Stufen, während die Treppe links vom Markteingang 21 Stufen hat.
Die Zimmer im ersten Stock sind über eine Stoa zu erreichen. Die Zimmer haben jeweils ein Fenster mit Blick auf die Karawanserei. Holzbohlen dienen als Fenster- und Türsturz. Der Kamin befindet sich in der dem Innenhof zugewandten Wand, da die raumtrennenden Wände auf dieser Ebene die Schornsteine des Kamins der Räume im Erdgeschoss enthalten. Auf der linken Seite des Kamins befindet sich ein Schrank. Der Raum über dem Haupteingang ist größer als die anderen und hat auch ein größeres Fenster als die anderen. Eine schmale Treppe, die in der Wand in der rechten Nische versteckt ist, führt zur Terrasse. Nach historischen Aufzeichnungen war dieser Raum dem Zollkommissar vorbehalten.
Auf dem Dach befindet sich hinter den Zinnen ein 90 cm breiter Gang. Die Zinnen waren so konzipiert, dass man heißes Öl auf den Feind gießen konnte. Den nordwestlichen und nordöstlichen Wänden der Karawanserei wird im Hinblick auf einen Angriff vom Meer aus große Bedeutung beigemessen. Die Zinnen an der nordöstlichen Ecke sind höher und vermitteln den Eindruck eines Wachturms. Das Gebälk ist im Inneren des Bauwerks 10,6 m hoch, während die Gebäudehöhe außen 12,63 m beträgt.
Die Karawanserei wurde mehrmals in der Geschichte restauriert, zum letzten Mal im Jahr 1995/96.

## Hotel

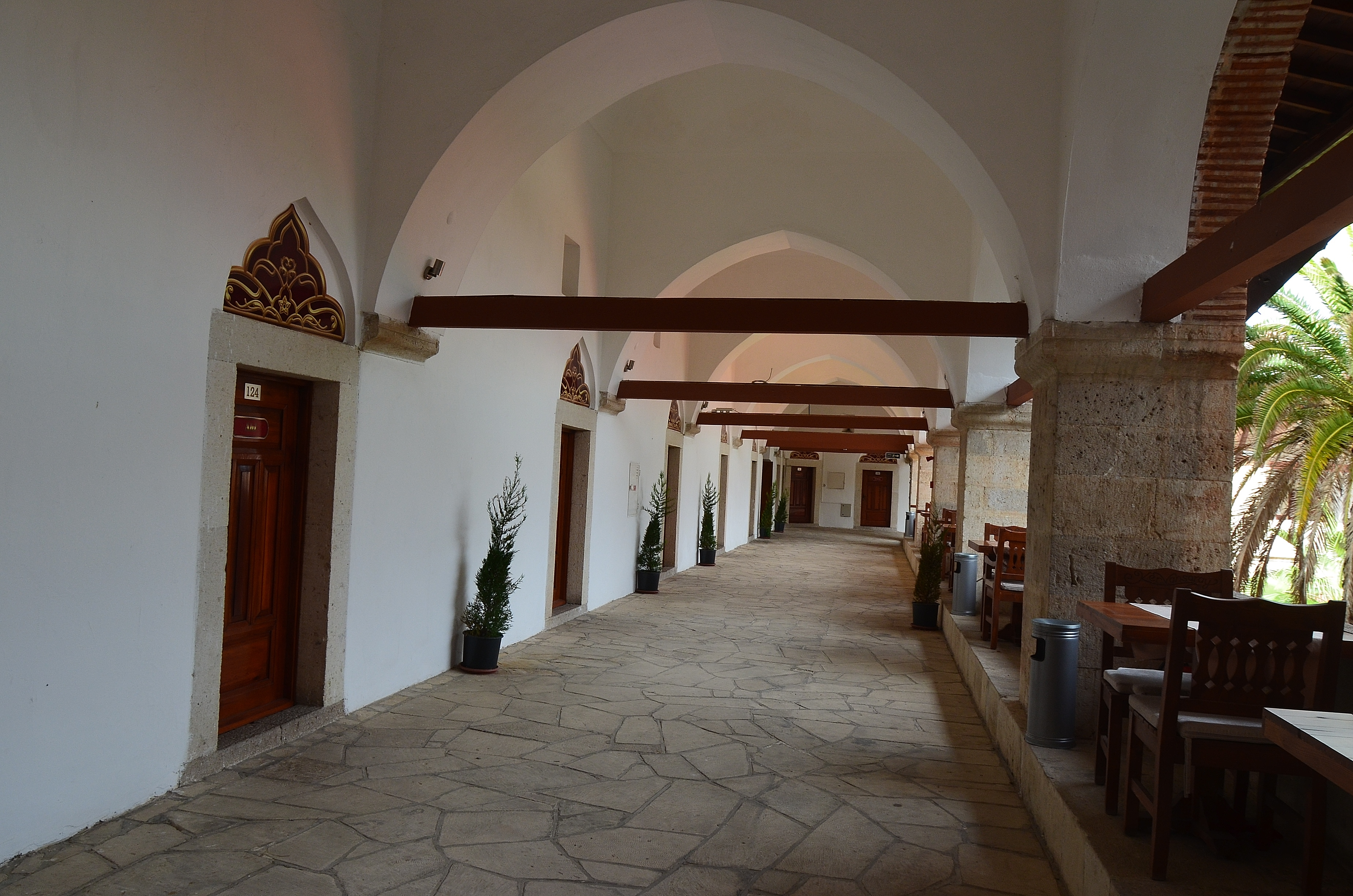
Obergeschoss

Im Jahr 1968 wurde die Karawanserei nach einer Restaurierung mit einem Hotel der französischen Club-Med-Gruppe eröffnet. Seit 1978 wird die Karawanserei vom Club Caravanserail geführt.
Zu den prominentesten Gästen gehörte US-Präsident Jimmy Carter, der hier anlässlich seines Besuchs der antiken Stätten von Ephesos übernachtete. Bekannt ist das Hotel außerdem durch ein Treffen des griechischen Außenministers Giorgos A. Papandreou und seines türkischen Kollegen İsmail Cem.
An der südwestlichen Ecke befindet sich außerdem ein kleiner Basar.